# Stefan Zielke
Stefan Zielke (ur. 14 grudnia 1897 w Zelewie, zm. 17 lutego 1958 w Warszawie) – oficer armii niemieckiej, powstaniec wielkopolski, pułkownik Wojska Polskiego, kawaler Orderu Virtuti Militari.

## Życiorys
Urodził się w rodzinie Marcelego i Idy z Baszkich. Absolwent szkoły średniej w Bydgoszczy. W 1914 wcielony do armii niemieckiej i w stopniu podporucznika walczył na frontach I wojny światowej.
W okresie rozkładu armii niemieckiej zdezerterował i w grudniu 1918 wstąpił do oddziałów Służby Straży i Bezpieczeństwa. W styczniu 1919 mianowany dowódcą batalionu czarnkowskiego i na jego czele walczył w powstaniu wielkopolskim. Za bohaterstwo wykazane w okresie walk powstańczych odznaczony został Krzyżem Srebrnym Orderu Virtuti Militari. W maju 1919 wyznaczony został na stanowisko dowódcy baterii w 2 pułku artylerii polowej Wielkopolskiej i na jej czele walczył w wojnie polsko-bolszewickiej.
Po wojnie pozostał w zawodowej służbie wojskowej. W latach 1923–1924 pełnił służbę w Oficerskiej Szkole Artylerii w Toruniu, pozostając oficerem nadetatowym 25 pułku artylerii polowej w Kaliszu. 1 grudnia 1924 został mianowany majorem ze starszeństwem z dniem 15 sierpnia 1924 roku i 90. lokatą w korpusie oficerów artylerii. Później ukończył kurs Wyższych Dowódców Artylerii i dowodził I dywizjonem 27 pułku artylerii polowej we Włodzimierzu Wołyńskim. W kwietniu 1929 został przeniesiony do 25 pułku artylerii polowej (od 31 grudnia 1931 – 25 pułk artylerii lekkiej) w Kaliszu na stanowisko zastępcy dowódcy pułku. Od 1 stycznia 1936 był oficerem sztabowym artylerii Flotylli Rzecznej Marynarki Wojennej w Pińsku. Na tym stanowisku 19 marca 1938 został awansowany na stopień pułkownika. 22 listopada 1938 został dowódcą 16 Pomorskiego pułku artylerii lekkiej w Grudziądzu.
We wrześniu 1939 był dowódcą artylerii 38 Dywizji Piechoty. Po klęsce wojsk polskich dostał się do niemieckiej niewoli. Przebywał w Oflagu II C Woldenberg . 
Po wyzwoleniu powrócił do kraju, wstąpił do ludowego Wojska Polskiego i organizował Oficerską Szkołę Artylerii w Toruniu. Aresztowany przez UB i skazany na 8 lat więzienia. W 1956 zrehabilitowany.
Zmarł 17 lutego 1958 w Warszawie, pochowany na Cmentarzu Wojskowym na Powązkach w Warszawie (kwatera A30-półkole II-13).

## Ordery i odznaczenia
- Krzyż Srebrny Orderu Virtuti Militari nr 4726[12]
- Krzyż Niepodległości (17 września 1932)[13]
- Krzyż Kawalerski Orderu Odrodzenia Polski (11 listopada 1937)[14]
- Krzyż Walecznych[1]
- Złoty Krzyż Zasługi (10 listopada 1928)[15][16]
- Medal Pamiątkowy za Wojnę 1918–1921
- Medal Dziesięciolecia Odzyskanej Niepodległości